# Фі Джінк Ен
Фі Джінк Ен (29 листопада 1997) — малайзійська плавчиня.
Учасниця Олімпійських Ігор 2016, 2020 років.
Переможниця Ігор Південно-Східної Азії 2015, 2017, 2019 років.